# Charlesworthara
× Charlesworthara (abreviado Cha) es un híbrido intergenérico entre los géneros de orquídeas Cochlioda × Miltonia × Oncidium. Fue publicado en Orchid Rev.  27: 143 (1919).